# Una Chin-Riley
Una Chin-Riley, soprannominata Numero Uno (in inglese Number One), è un personaggio immaginario dell'universo fantascientifico di Star Trek. È il Primo Ufficiale a bordo della USS Enterprise NCC-1701 capitanata da Christopher Pike.
Interpretata da Majel Barrett, appare nell'episodio pilota della serie classica Lo zoo di Talos e quindi nel successivo doppio episodio L'ammutinamento, montato con filmati tratti dal pilota, affiancata da Christopher Pike (Jeffrey Hunter) e Spock (Leonard Nimoy). Interpretata da Rebecca Romijn compare nelle serie televisive Discovery, Short Treks e Strange New Worlds, al fianco di Cristopher Pike (Anson Mount) e Spock (Ethan Peck). Il personaggio è inoltre apparso con un ruolo centrale nella trilogia di romanzi Star Trek: Legacies, pubblicata da Pocket Books nel 2016.
È considerata uno dei personaggi femminili maggiormente iconici, misteriosi e "impetuosi" dell'universo di Star Trek, nonché una delle maggiori influenze che ha contribuito al successivo sviluppo del personaggio di Spock.

## Storia del personaggio

### Serie classica
Il personaggio debutta di fatto nell'episodio in due parti del 1966 L'ammutinamento (The Managerie), che utilizza il girato per il primo episodio pilota Lo zoo di Talos (The Cage) del 1965, ma che non verrà trasmesso prima del 1988. Il personaggio non viene poi rivisto prima del 2019, quando appare come personaggio ricorrente nella seconda stagione della serie Star Trek: Discovery. Anche se questo non viene rivelato sullo schermo, è implicito che la Numero Uno prenda brevemente il comando della USS Enterprise (NCC-1701) quando il capitano Christopher Pike e il suo gruppo di sbarco vengono teletrasportati su Talos IV. Più tardi viene teletrasportata anch'ella sul pianeta diverse volte. Durante Lo zoo di Talos, Chin-Riley prova agli alieni rapitori che gli Umani preferiscono morire piuttosto che diventare schiavi.
Nella sua biografia ufficiale viene indicato che è segretamente attratta da Pike.

### Discovery
In Star Trek: Discovery Numero Uno appare nell'episodio Un obolo per Caronte (An Obol for Charon), in cui fa visita a Pike sulla USS Discovery. Riferisce brevemente delle riparazioni in corso sull'Enterprise e inoltre riferisce informazioni riguardo al luogo in cui si trova Spock. Chin-Riley è una componente dell'equipaggio piena di risorse (Pike sottolinea ironicamente che "le persone hanno la tendenza a doverle dei favori") e ha una predilezione per il cibo piccante: nella scena della mensa, assieme a Pike, ordina un cheesburger con salsa habanero.
Il nome Una viene rivelato per la prima volta nell'episodio di Star Trek: Discovery Un dolore così dolce (prima parte) (Such Sweet Sorrow, Part 2), a circa 40 min. e 30 sec., quando Pike le dice: "Ti sto dando il comando, Una". Michelle Paradise, produttore esecutivo di Discovery, ha confermato che la serie ha preso il nome dai romanzi di collegamento di Star Trek. Una è un nome femminile di origini gaeliche che significa "la personificazione della verità, della bellezza e dell'unità". Deriva inoltre dal latino con il significato di "uno".

### Short Treks
Una Chin-Riley appare inoltre in due cortometraggi della seconda stagione della serie antologica Star Trek: Short Treks: Q&A e Ask Not, trasmessi tra ottobre e novembre del 2019.

### Strange New Worlds
Nella serie Strange New Worlds scopriamo che Una non è un'Umana, bensì un'Illyriana, proveniente cioè dal pianeta Illyria, i cui abitanti sono considerati una sorta di paria dalla Federazione a causa della loro abilità nella bioingegneria e nel potenziamento, cosa vietata nella Federazione, e ai potenziati è precluso l'arruolamento nella Flotta Stellare. Ma gli Illyriani hanno fatto un uso diverso del potenziamento rispetto a quanto fatto sulla Terra durante le guerre eugenetiche: la loro biotecnologia non è volta a creare dei superuomini smaniosi di potere, ma è atta a cercare di adattare gli Illyriani alla natura, così, anziché terraformare i pianeti destinati a divenire colonie, adattano il proprio corpo all'ambiente dei pianeti da colonizzare. Durante l'episodio Fantasmi di Illyria, Una utilizza i propri poteri per guarire La'an Noonien Singh da una strana malattia che rende l'equipaggio dell'Enterprise privo di vitamina D e desideroso di luce, così che poi il suo sangue aiuti a guarire tutto l'equipaggio, senza infrangere le regole della Federazione, sfruttando i poteri degli Illyriani. In seguito Una va a confessare il proprio segreto al capitano Pike, che però decide di ignorare la regola della Federazione, non riferendo alla Flotta la sua reale origine, così da poterla mantenere nel proprio ruolo di primo ufficiale. Successivamente però è scoperta e processata per il suo essere Illyriana ma viene assolta, non potendo un'istituzione basata sul rispetto come la Federazione giudicare colpevole una persona per il proprio retaggio, quantunque sia geneticamente potenziata. L'immagine della comandante Chin-Riley, associata al motto Ad astra per aspera, verrà utilizzata come sponsor della Flotta anche più di un secolo dopo.

## Sviluppo
Durante lo sviluppo del primo pilota della serie Star Trek, Lo zoo di Talos (The Cage), Roddenberry scrisse la parte del Numero Uno specificatamente per Majel Barrett. I dirigenti della NBC, tuttavia, si dimostrarono piuttosto riluttanti ad affidare una parte di rilievo a un'attrice pressoché sconosciuta. Roddenberry fece audizioni anche ad altre attrici per la parte, ma nessuna venne presa in considerazione.
Secondo Gene Rodenberry e Stephen Whitfield, il posto di rilievo dato a una donna in una nave stellare è stato uno dei motivi per cui il primo pilota di Star Trek è stato rifiutato dalla NBC, che, oltre a considerare il pilota "troppo cerebrale", si disse contrario alle parti di Spock e del primo ufficiale donna, sostenendo che sarebbero stati rifiutati dai telespettatori. Roddenberry ha inoltre riportato che anche le donne dell'epoca avevano difficoltà ad accettarla.
Il produttore esecutivo Herb Solow tentò di convincere i dirigenti della NBC che un volto nuovo avrebbe portato maggiore credibilità alla parte, ma erano consapevoli che Barrett era la ragazza di Roddenberry. Nonostante ciò, hanno accettato il suo cast, non volendo indispettire Roddenberry a quel punto della produzione. Dopo che il plot venne rifiutato,, ne venne prodotto eccezionalmente un secondo pilota.
Mentre è stato sempre riportato ufficialmente che alla rete non piaceva avere un personaggio femminile come secondo in comando dell'Enterprise, Solow ha un'opinione diversa di come sono andate le cose. Solow ha spiegato che «a nessuno piaceva il suo modo di recitare... era una donna simpatica, ma in realtà non sapeva recitare». Nel suo libro Inside Star Trek. The Real Story, Solow suggerisce che la rete non abbia avuto problemi con il personaggio, ma che si sia infurata quando un'attrice relativamente sconosciuta venne scelta semplicemente perché aveva una relazione con Roddenberry. A causa della rara richiesta di un secondo pilota da parte della NBC, Roddenberry in seguito scese a compromessi eliminando la Numero Uno,  ma aspetti del suo personaggio, in particolare il suo comportamento freddo e la sua natura logica, sono stati fusi nel personaggio di Spock, che appare già ne Lo zoo di Talos, durante il normale svolgimento della serie.
Numero Uno viene chiamata per la prima volta Una nella trilogia di romanzi, inizialmente non canonica, del 2016 Star Trek: Legacies, pubblicata da Pocket Books per celebrare il 50° anniverasario della serie originale. Gli autori Greg Coz, David Mack, Dayton Ward e Kevin Dilmore le hanno dato un nome perché aveva un ruolo centrale nei romanzi. Secondo diverse fonti questa scelta sarebbe stata compiuta in onore dell'autrice di Star Trek Una McCormack. Il nome Una è diventato infine canonico quando il personaggio è apparso nella seconda stagione di Star Trek: Discovery.

## Interpreti
La prima interprete del personaggio del Numero Uno è Majel Barrett, nel primo episodio pilota del 1965 della serie classica Lo zoo di Talos (The Cage). Il pilota venne rifiutato dalla produzione, così come la maggior parte dei suoi personaggi, compresa Numero Uno, che vengono omessi dal successivo secondo episodio pilota Oltre la galassia (Where No Man Has Gone Before), così come dalla successiva serie televisiva, con la sola eccezione di Spock, la cui relazione con Kirk vuole emulare quella tra Numero Uno e Christopher Pike. Ad ogni modo, filmati de Lo zoo di Talos, comprendenti il personaggio di Numero Uno, vengono recuperati nell'episodio in due parti L'ammutinamento (The Managerie) del 1966, stabilendo che Christopher Pike e Numero Uno erano membri precedenti dell'equipaggio dell'Enterprise e parte del canone di Star Trek. Nell'edizione italiana dell'episodio, il personaggio viene doppiato da Liliana Sorrentino. Lo zoo di Talos era pronto e venne consegnato alla NBC nel 1965, ma non venne distribuito che nel 1986 in VHS e trasmesso nel 1988. Così L'ammutinamento è di fatto la prima apparizione trasmessa in televisione di questo personaggio. La stessa Barrett diventerà la moglie del creatore di Star Trek Gene Roddenberry e interpreterà una serie di altri personaggi nel franchise dal 1966 al 2009, quali: l'infermiera, poi dottoressa, Christine Chapel, nelle tre stagioni della serie classica; Lwaxana Troi, Betazoide madre del consigliere dell'Enterprise D Deanna Troi; nonché la voce del computer delle astronavi dalla serie originale a Enterprise.
Nel film fanfiction del 2016 diretto da Todd Shawn, Star Trek: Captain Pike, il Numero Uno viene interpretato dall'attrice Jasmine Hester.
Nel 2019, nella seconda stagione della serie televisiva Star Trek: Discovery, ambientata durante il comando dell'Enterprise da parte di Christopher Pike, il personaggio viene impersonato da Rebecca Romijn. Romijn riprende il ruolo lo stesso anno nei due episodi della seconda stagione di Star Trek: Short Treks, Q&A e Ask Not. Infine, nella successiva serie Star Trek: Strange New Worlds, incentrata sulle avventure dell'Enterprise con l'equipaggio di Pike, la Numero Uno diviene uno dei tre protagonisti della serie, assieme a Pike e Spock. Qui viene per la prima volta rivelato che il nome completo del personaggio è Una Chin-Riley. Nell'edizione italiana di questa serie Una Chin-Riley viene doppiata da Francesca Fiorentini.

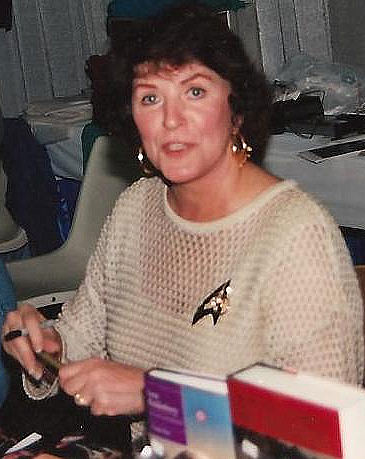
Majel Barrett, prima interprete del Numero Uno
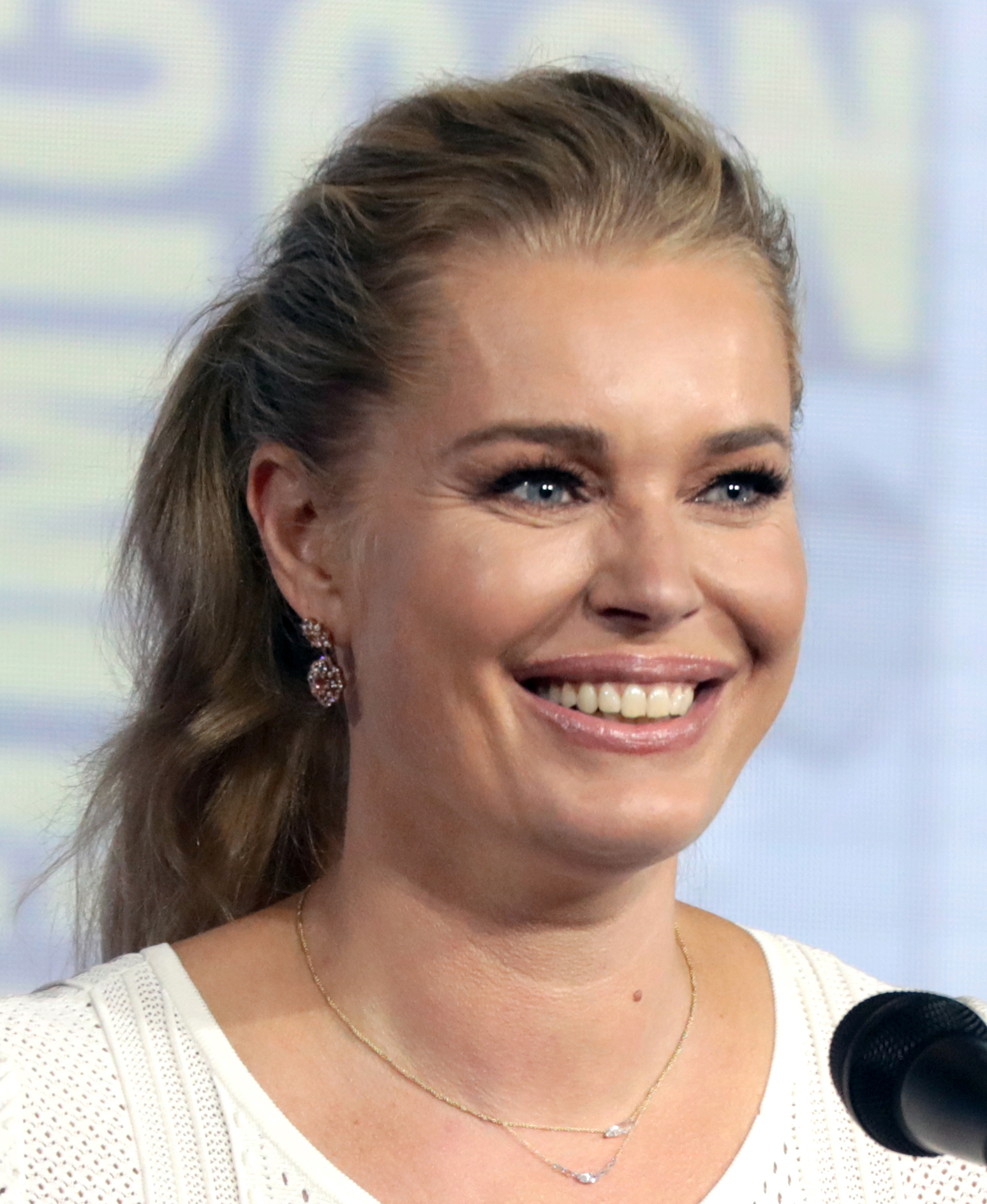
Rebecca Romijn, la seconda interprete di Una Chin-Riley

## Accoglienza
Nel 2016, la Numero Uno è stata classificata al 57º posto dei più importanti 100 personaggi della Flotta Stellare dell'universo fantascientifico di Star Trek dalla rivista Wired. Nel 2017 Space.com ha classificato L'ammutinamento al terzo posto dei migliori episodi di tutto Star Trek. Lo stesso anno CBR.com ha classificato la Numero Uno al 9º posto dei personaggi femminili più "impetuosi" dell'universo di Star Trek. Nel 2018 l'attrice Rebecca Romijn è stata ingaggiata per la parte di Numero Uno nella seconda stagione di Star Trek: Discovery e, a tal proposito, ha affermato: «Sono onorata di interpretare un personaggio così iconico». L'interpretazione di Romijn è stata accolta positivamente. Nel 2019 i produttori hanno annunciato che Rebecca Romijn nei panni della Numero Uno sarebbe apparsa in due episodi della serie antologica Star Trek: Short Treks. e in seguito come uno dei protagonisti della serie Star Trek: Strange New Worlds.

## Influenze
Nella serie Star Trek: The Next Generation, il Comandante William T. Riker viene solitamente (e informalmente) chiamato anch'esso Numero Uno dal Capitano Picard a causa della sua posizione di Primo Ufficiale dell'Enterprise D. Nella serie Star Trek: Discovery, ambientata nel 2256, due anni dopo gli eventi de Lo zoo di Talos, Michael Burnham viene chiamata a sua volta Numero Uno dal Capitano Georgiou, a causa della sua posizione di Primo Ufficiale della USS Shenzou. Il creatore della serie, Bryan Fuller, inizialmente intendeva solo riferirsi al personaggio come Numero Uno, in omaggio al personaggio di Majel Barrett, ma il nome Burnham è stato invece rivelato durante il primo episodio della serie. In Star Trek: Picard, l'ammiraglio in pensione Jean-Luc Picard possiede un pitbull che ha chiamato Numero Uno.

## Filmografia

### Cinema
- Star Trek: Captain Pike, regia di Todd Shawn (2016) - Jasmine Hester

### Televisione
- Star Trek - serie TV, episodi 1x00-1x11-1x12 (1966, 1986) - Majel Barrett
- Star Trek: Discovery - serie TV, episodi 1x04-1x13-1x14 (2019) - Rebecca Romijn
- Star Trek: Short Treks - serie TV, episodi 1x01-1x03 (2019) - Rebecca Romijn
- Star Trek: Strange New Worlds - serie TV, 30 episodi (2022-2025) - Rebecca Romijn

## Pubblicazioni

### Romanzi
- (EN) Greg Cox, Captain to Captain, collana Star Trek: Legacies, Pocket Books, 2016, ISBN 9781501125294.
- (EN) David Mack, Best Defense, collana Star Trek: Legacies, Pocket Books, 2016, ISBN 9781476753102.
- (EN) Dayton Ward e Kevin Dilmore, Purgatory's Key, collana Star Trek: Legacies, Pocket Books, 2016, ISBN 1501122770.

## Videogiochi
- Star Trek Timelines (2016)